# Comereca
Comereca is een geslacht van hooiwagens uit de familie Assamiidae.
De wetenschappelijke naam Comereca is voor het eerst geldig gepubliceerd door Roewer in 1961. 

## Soorten
Comereca is monotypisch en omvat slechts de volgende soort:
- Comereca rectipes